# Ranchitos Del Norte (Teksas)
Ranchitos Del Norte je naseljeno mjesto za statističke potrebe u američkoj saveznoj državi Teksas. Prema popisu stanovništva iz 2010. u njemu je živjelo 112 stanovnika.